# 皮埃勒蒙捷
皮埃勒蒙捷（法語：Puellemontier，法語發音：[pɥɛlmɔ̃tje]）是法国上马恩省的一个旧市镇，属于圣迪济耶区。2016年1月1日，皮埃勒蒙捷和相邻的另外3个市镇合并为新市镇里沃代尔瓦斯（Rives Dervoises）。

## 地理
皮埃勒蒙捷（48°29'39"N, 4°42'1"E）面积15.22 平方千米，位于法国大東部大區上马恩省，该省份为法国东北部内陆省份，北起马恩省和默兹省，西接奥布省，西南接科多尔省，东南接上索恩省，东临孚日省。
与皮埃勒蒙捷接壤的市镇（或旧市镇、城区）包括：巴伊勒弗朗、朗蒂耶、代尔地区蒙捷。

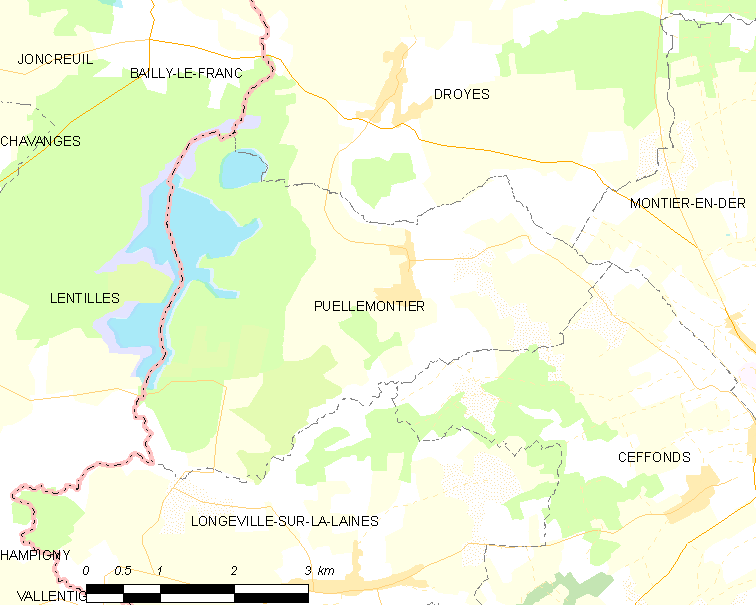
皮埃勒蒙捷的OSM定位图

皮埃勒蒙捷的时区为UTC+01:00、UTC+02:00（夏令时）。

## 行政
皮埃勒蒙捷的邮政编码为52220，INSEE市镇编码为52411。

## 政治
皮埃勒蒙捷所属的省级选区为瓦西县。

## 人口

1962-2008年间皮埃勒蒙捷人口变化图示

皮埃勒蒙捷于2018年1月1日时的人口数量为198人。